# 喬治·伯吉斯
喬治·伯吉斯（英語：George Burgess；1992年4月21日—）是一位英格蘭橄欖球運動員。他是英格蘭國家橄欖球隊的一員，代表英格蘭參加過國際橄欖球比賽。他的孿生兄弟湯姆·伯吉斯也是一位橄欖球運動員。